# Qualificações para o Campeonato Europeu de Futebol de 2024 – Grupo H
O Grupo H das Qualificações para o Campeonato Europeu de Futebol de 2024 foi um dos dez grupos que decidiram os participantes do Campeonato Europeu de Futebol de 2024. As duas melhores seleções se classificaram.

## Classificação
|  | Equipes qualificadas para o Campeonato Europeu de Futebol de 2024 |
|  | Equipes classificadas para a repescagem                           |
|  | Equipes eliminadas                                                |

| Pos | Equipe           | Pts | J  | V | E | D  | GP | GC | SG  | Classificado             |  | DEN | SVN | FIN | KAZ | NIR | SMR |
| --- | ---------------- | --- | -- | - | - | -- | -- | -- | --- | ------------------------ |  | --- | --- | --- | --- | --- | --- |
| 1   | Dinamarca        | 22  | 10 | 7 | 1 | 2  | 19 | 10 | +9  | Eurocopa 2024            |  | —   | 2–1 | 3–1 | 3–1 | 1–0 | 4–0 |
| 2   | Eslovênia        | 22  | 10 | 7 | 1 | 2  | 20 | 9  | +11 | Eurocopa 2024            |  | 1–1 | —   | 3–0 | 2–1 | 4–2 | 2–0 |
| 3   | Finlândia        | 18  | 10 | 6 | 0 | 4  | 18 | 10 | +8  | Avança para a repescagem |  | 0–1 | 2–0 | —   | 1–2 | 4–0 | 6–0 |
| 4   | Cazaquistão      | 18  | 10 | 6 | 0 | 4  | 16 | 12 | +4  | Avança para a repescagem |  | 3–2 | 1–2 | 0–1 | —   | 1–0 | 3–1 |
| 5   | Irlanda do Norte | 9   | 10 | 3 | 0 | 7  | 9  | 13 | −4  | Eliminado                |  | 2–0 | 0–1 | 0–1 | 0–1 | —   | 3–0 |
| 6   | San Marino       | 0   | 10 | 0 | 0 | 10 | 3  | 31 | −28 | Eliminado                |  | 1–2 | 0–4 | 1–2 | 0–3 | 0–2 | —   |

1. 1 2  Pontos de confronto direto: Dinamarca 4, Eslovênia 1
2. 1 2  Saldo de gols em todas as partidas da fase de grupos: Finlândia +8, Cazaquistão +4

## Partidas
As partidas foram divulgadas pela UEFA em 10 de outubro de 2022. Para as partidas é utilizado o fuso horário UTC+1 e UTC+2.
| 23 de março de 2023 | Cazaquistão   | 1 – 2     | Eslovênia                  | Astana Arena, Astana                      |
| 16:00 (21:00 UTC+6) | Samorodov 24' | Relatório | Brekalo 47' · Vipotnik 78' | Público: 27 122 Árbitro: SWE Glenn Nyberg |

| 23 de março de 2023 | Dinamarca               | 3 – 1     | Finlândia  | Estádio Parken, Copenhaga                   |
| 20:45               | Højlund 21', 82', 90+3' | Relatório | Antman 53' | Público: 35 851 Árbitro: GER Daniel Siebert |

| 23 de março de 2023 | San Marino | 0 – 2     | Irlanda do Norte    | Estádio Olímpico de San Marino, Serravalle |
| 20:45               |            | Relatório | D. Charles 24', 55' | Público: 2 099 Árbitro: HUN Gergo Bogár    |

| 26 de março de 2023 | Cazaquistão                                           | 3 – 2     | Dinamarca        | Astana Arena, Astana                       |
| 15:00 (19:00 UTC+6) | Zaynutdinov 73' (pen) · Tagybergen 86' · Aymbetov 89' | Relatório | Højlund 21', 36' | Público: 28 697 Árbitro: SRB Novak Simović |

| 26 de março de 2023 | Eslovênia                    | 2 – 0     | San Marino | Estádio Stožice, Liubliana                    |
| 18:00               | Šeško 56' · Di Maio 60' (gc) | Relatório |            | Público: 10 282 Árbitro: BEL Nathan Verboomen |

| 26 de março de 2023 | Irlanda do Norte | 0 – 1     | Finlândia   | Windsor Park, Belfast                      |
| 20:45 (19:45 UTC+1) |                  | Relatório | Källman 28' | Público: 17 936 Árbitro: SVK Ivan Kružliak |

| 16 de junho de 2023 | Finlândia                   | 2 – 0     | Eslovênia | Estádio Olímpico, Helsínquia                  |
| 18:00 (19:00 UTC+3) | Pohjanpalo 13' · Antman 64' | Relatório |           | Público: 32 560 Árbitro: ESP Guillermo Cuadra |

| 16 de junho de 2023 | Dinamarca | 1 – 0     | Irlanda do Norte | Estádio Parken, Copenhaga                     |
| 20:45               | Wind 47'  | Relatório |                  | Público: 35 701 Árbitro: POL Daniel Stefański |

| 16 de junho de 2023 | San Marino | 0 – 3     | Cazaquistão                                               | Estádio Olímpico, Serravalle                    |
| 20:45               |            | Relatório | Vorogovsky 37' · Tagybergen 64' (pen) · Zaynutdinov 90+5' | Público: 528 Árbitro: GRE Anastasios Papapetrou |

| 19 de junho de 2023 | Finlândia                                                   | 6 – 0     | San Marino | Estádio Olímpico, Helsínquia           |
| 18:00 (19:00 UTC+3) | Kamara 16' · Källman 39' · Håkans 65', 72', 74' · Pukki 76' | Relatório |            | Público: 32 812 Árbitro: KOS Genc Nuza |

| 19 de junho de 2023 | Irlanda do Norte | 0 – 1     | Cazaquistão  | Windsor Park, Belfast                         |
| 20:45 (19:45 UTC+1) |                  | Relatório | Aymbetov 88' | Público: 18 002 Árbitro: ISR Roi Reinshreiber |

| 19 de junho de 2023 | Eslovênia  | 1 – 1     | Dinamarca   | Estádio Stožice, Liubliana                     |
| 20:45               | Šporar 25' | Relatório | Højlund 42' | Público: 14 382 Árbitro: FRA François Letexier |

| 7 de setembro de 2023 | Cazaquistão | 0 – 1     | Finlândia  | Astana Arena, Astana                       |
| 16:00 (20:00 UTC+6)   |             | Relatório | Antman 78' | Público: 30 019 Árbitro: ROU Radu Petrescu |

| 7 de setembro de 2023 | Dinamarca                                           | 4 – 0     | San Marino | Estádio Parken, Copenhaga                           |
| 20:45                 | Højbjerg 26' · Mæhle 28' · Wind 40' · Eriksen 90+3' | Relatório |            | Público: 36 262 Árbitro: LVA Vitālijs Spasjoņņikovs |

| 7 de setembro de 2023 | Eslovênia                                     | 4 – 2     | Irlanda do Norte     | Estádio Stožice, Liubliana               |
| 20:45                 | Šporar 3', 56' · Evans 17' (g.c.) · Šeško 42' | Relatório | Price 7' · Evans 53' | Público: 12 587 Árbitro: ITA Marco Guida |

| 10 de setembro de 2023 | Cazaquistão   | 1 – 0     | Irlanda do Norte | Astana Arena, Astana                         |
| 15:00 (19:00 UTC+6)    | Samorodov 27' | Relatório |                  | Público: 28 458 Árbitro: GER Daniel Schlager |

| 10 de setembro de 2023 | Finlândia | 0 – 1     | Dinamarca    | Estádio Olímpico, Helsínquia                  |
| 18:00 (19:00 UTC+3)    |           | Relatório | Højbjerg 86' | Público: 32 571 Árbitro: POL Szymon Marciniak |

| 10 de setembro de 2023 | San Marino | 0 – 4     | Eslovênia                                             | Estádio Olímpico, Serravalle             |
| 20:45                  |            | Relatório | Vipotnik 4' · Mlakar 16' · Lovrić 61' · Karničnik 67' | Público: 844 Árbitro: UKR Mykola Balakin |

| 14 de outubro de 2023 | Irlanda do Norte                        | 3 – 0     | San Marino | Windsor Park, Belfast                           |
| 15:00 (14:00 UTC+1)   | Smyth 5' · Magennis 11' · McMenamin 81' | Relatório |            | Público: 17 886 Árbitro: BEL Bram Van Driessche |

| 14 de outubro de 2023 | Eslovênia                          | 3 – 0     | Finlândia | Estádio Stožice, Liubliana                  |
| 18:00 (19:00 UTC+2)   | Šeško 16' (pen), 28' · Janža 90+2' | Relatório |           | Público: 15 823 Árbitro: ITA Daniele Orsato |

| 14 de outubro de 2023 | Dinamarca                  | 3 – 1     | Cazaquistão    | Estádio Parken, Copenhaga                   |
| 20:45                 | Wind 36' · Skov 45+1', 48' | Relatório | Vorogovsky 58' | Público: 35 845 Árbitro: ENG Michael Oliver |

| 17 de outubro de 2023 | Finlândia  | 1 – 2     | Cazaquistão                | Estádio Olímpico, Helsínquia              |
| 18:00 (19:00 UTC+3)   | Taylor 28' | Relatório | Zaynutdinov 77' (pen), 89' | Público: 30 375 Árbitro: BIH Irfan Peljto |

| 17 de outubro de 2023 | Irlanda do Norte | 0 – 1     | Eslovênia | Windsor Park, Belfast                      |
| 20:45 (19:45 UTC+0)   |                  | Relatório | Čerin 5'  | Público: 16 332 Árbitro: ROU István Kovács |

| 17 de outubro de 2023 | San Marino    | 1 – 2     | Dinamarca                 | Estádio Olímpico, Serravalle                   |
| 20:45                 | Golinucci 61' | Relatório | Højlund 42' · Poulsen 70' | Público: 2 984 Árbitro: UKR Viktor Kopiievskyi |

| 17 de novembro de 2023 | Cazaquistão                               | 3 – 1     | San Marino    | Astana Arena, Astana                        |
| 16:00 (21:00 UTC+6)    | Chesnokov 19', 51' · Aimbetov 90+2' (pen) | Relatório | Franciosi 60' | Público: 30 100 Árbitro: AUT Harald Lechner |

| 17 de novembro de 2023 | Finlândia                                               | 4 – 0     | Irlanda do Norte | Estádio Olímpico, Helsínquia                |
| 18:00 (19:00 UTC+2)    | Pohjanpalo 42' (pen) · Håkans 48' · Pukki 74' · Lod 88' | Relatório |                  | Público: 28 711 Árbitro: AZE Aliyar Aghayev |

| 17 de novembro de 2023 | Dinamarca               | 2 – 1     | Eslovênia | Estádio Parken, Copenhaga                                |
| 20:45                  | Mæhle 26' · Delaney 54' | Relatório | Janža 30' | Público: 35 608 Árbitro: ESP José María Sánchez Martínez |

| 20 de novembro de 2023 | Irlanda do Norte        | 2 – 0     | Dinamarca | Windsor Park, Belfast                        |
| 20:45 (19:45 UTC+0)    | Price 60' · Charles 81' | Relatório |           | Público: 173 666 Árbitro: FRA Jérôme Brisard |

| 20 de novembro de 2023 | San Marino          | 1 – 2     | Finlândia      | Estádio Olímpico, Serravalle                      |
| 20:45                  | Berardi 90+7' (pen) | Relatório | Soiri 50', 58' | Público: 1 427 Árbitro: LTU Manfredas Lukjančukas |

| 20 de novembro de 2023 | Eslovênia                    | 2 – 1     | Cazaquistão | Estádio Stožice, Liubliana                    |
| 20:45                  | Šeško 41' (pen) · Verbič 86' | Relatório | Orazov 48'  | Público: 16 432 Árbitro: POL Szymon Marciniak |